# پورخطیب گنجوی
تاج‌الدین احمد گنجوی مشهور به پورخطیب، ابن خطیب شاعر پارسی‌گوی سده ۶ق است. بیشتر شهرت پورخطیب گنجوی مرهون ازدواج و آمیختگی زندگی او با مهستی گنجوی است. داستان این دلدادگی را جوهری زرگر به نظم آورده‌است. جوهری در این منظومه رباعیات و قطعاتی را که پورخطیب و مهستی دربارهٔ یکدیگر می‌سرودند، به صورت مشاعره گردآوری کرده، و سپس در باب هر یک، حکایتی آورده‌است. پورخطیب احتمالاً در خانواده ای اهل شعر و ادب تربیت یافته و خطیب گنجوی از شاعران سده ۶ق، به احتمال زیاد پدر او بوده‌است.

## اشعار
مشاعره‌هایی از او و مهستی گنجوی به جا مانده که آقا بزرگ تهرانی از آن‌ها به عنوان دیوان تاج‌الدین احمد گنجوی یاد کرده‌است. یک نسخه خطی سده ۹ق از این مجموعه، آمیخته با حکایت‌های منثور یافت شده که حاوی ۱۸۵ رباعی به نام پورخطیب و ۱۱۰رباعی به نام مهستی و ۶۵ رباعی از دیگران، همراه با چند قطعه و یک لغز است. تعدادی دیگر از اشعار او نیز، در کتاب نزهة المجالس نوشته حاج خلیل شروانی ذکر شده‌است.